# Ihosvany Negret
Ihosvany Negret (ur. 16 stycznia 1971) – kubański, a potem portorykański zapaśnik w stylu wolnym. Triumfator igrzysk Ameryki Środkowej i Karaibów w 1993 i 2010 roku.